# Ильменькасы
Ильменькасы (чув. Илеменкасси) — деревня в Мариинско-Посадском муниципальном округе Чувашской Республики.  С 2004 по 2022 год входила в состав Эльбарусовского сельского поселения.

## География
Находится в северо-восточной части Чувашии, на расстоянии приблизительно 17 км на юг-юго-восток от районного центра города Мариинский Посад на правом берегу реки Пулкась.

## История
Известна с 1858 года, когда здесь было учтено 193 жителя. В 1897 году было учтено 275 жителей, в 1926 — 72 двора, 358 жителей, в 1939—327 жителей, в 1979—188. В 2002 году был 41 двор, в 2010 — 25 домохозяйств. В 1930 году был образован колхоз «Молотов», в 2010 году действовали ООО «Рассвет», ООО "Агрофирма «Сентреш».

## Население
Постоянное население составляло 76 человек (чуваши 100 %) в 2002 году, 50 в 2010.